# Облога Руана
Облога Руана — облога англійськими військами французького міста Руан, що тривала з липня 1418 по січень 1419 років під час Столітньої війни.

## Облога
У Руані на той час проживало 70000 чоловік населення, що робило його одним з найбільших міст Франції. Відповідно, захоплення цього міста мало вирішальне значення для нормандської кампанії. Приблизно в 1415 році французи підсилили і зміцнили Руан, і місто постало перед загарбниками потужним оплотом.
Коли англійці досягли Руана, його стіни вже були укріплені вежами і гарматами, а на парапеті вишикувалися загони арбалетників під командуванням Алена Бланшара. Загальною обороною міста командував Гі Ле-Бютеллье.
У англійців не вистачало сил для штурму міста, і вони перейшли до облоги. Руан був повністю оточений, англійці мали намір взяти захисників змором. До грудня 1418 року жителі Руана їли котів, собак, коней і навіть мишей. Вулиці були заповнені голодуючими.
Заради збереження запасів провіанту з міста було вигнано понад 12000 бідняків. Король Генріх V не дозволив вигнаним покинути лінію облоги, і голодуючі, виключені жителі Руана були змушені жити в канаві, виритій поблизу кріпосної стіни. Навіть англійські солдати пошкодували голодуючих. На Різдво 1418 року король Генріх дозволив двом священикам передати їжу голодуючим.
Незважаючи на кілька сміливих вилазок на чолі з лідерами французького гарнізону, такий стан справ не міг тривати довго. 20 січня 1419 року французи капітулювали, а Ален Бланшар, стратив англійських полонених. Потім він сам був страчений англійцями.

## Наслідки
Після того, як місто впало, багато жителів були настільки розчаровані тим, що герцог Бургундський Філіпп і дофін не прийшли їм на допомогу, присягнувши Генріху.
Генріх V з цього моменту зайняв всю Нормандію, крім Мон-Сен-Мішель, який протистояв блокаді протягом 21 року.